# ماجرای خوابگاه ۲
ماجرای خوابگاه ۲ (به انگلیسی: National Lampoon's Dorm Daze 2) یک فیلم ویدئویی آمریکایی کمدی و معمایی محصول سال ۲۰۰۶ به کارگردانی برادران‌ هیلنبرند (اسکات هیلنبرند و دیوید هیلنبرد) و به نویسندگی پاتریک کیسی و جاش میلر است. از بازیگران اصلی این فیلم می‌توان به دانیل فیشل، کریس اوون، جنیفر لیون، ویدا گوئرا و جاسمین سنت. کلر اشاره کرد.
این‌ فیلم‌‌‌‌‌‌‌‌ دنباله‌ای بر ماجرای خوابگاه (به انگلیسی: Dorm Daze) تولید سال ۲۰۰۳ محسوب می‌شود. قسمت سوم این فیلم با عنوان ترانسیلمانیا در سال ۲۰۰۹ منتشر شد.

## خلاصه داستان فیلم
در طول یک سفر تفریحی دریایی در دریای کارائیب، دو گروه از دانشجویان دانشگاه "بیلینگزلی"، با هم در ارائه نمایش تئاتر و بردن جایزه نقدی، به رقابت می پردازند. "گری" و "پیت" برای گرفتن بورسیه با هم رقابت می کنند. "نیومار" در تلاش است با ویولت، دوست دختر خود رابطه برقرار کند. "راستی" که از گذشته همسر روسپی کاپیتان آگاه شده است، سعی می کند با  او همبستر شود . "دانته" مرموز در حال برنامه ریزی انواع طرح های شیطانی است و پروفسور "کاوندیش" باستان شناس در تلاش است الماس قلب فرعون که نفرین شده است؛ را در لنگرگاه بفروشد، ولی کشته می شود و سرنوشت الماس به دست دانشجویان تئاتر و کاپیتان می افتد.  

## انتشار فیلم
این فیلم در ۵ سپتامبر ۲۰۰۶ بر روی دی‌وی‌دی منتشر شد. این فیلم در رتبه ۲۸ جدول باکس آفیس اجاره‌ای ایالات متحده قرار گرفت و در پنج روز اول ۷۹۰ هزار دلار فروش داشت.

## تولید
فیلم در لوکیشنی در کالیفرنیا، عمدتاً در کشتی ملکه مری، در بندر لانگ بیچ، فیلمبرداری شد.